# 'Ndrina Ferraro
I Ferraro sono una 'ndrina di Oppido Mamertina alleata dei Raccosta dello stesso paese e facenti parte del locale di Oppido Mamertina, di cui Giuseppe Ferraro, capo attuale della 'ndrina sarebbe un membro di spicco.

## Storia
I Ferraro sono una 'ndrina minore di Oppido Mamertina come i Bonarrigo, i Gugliotta, i Polimeni, i Madafferi, i Paiano, i Gattellari, i Martino, i Morgante, i Feliciano, gli Scarcella, i Lumbaca e gli Arghelone in un comune dominato sin dagli anni '50 dai Mammoliti-Rugolo.

### La faida di Oppido Mamertina
Nel 1992 scoppia la cosiddetta faida di Oppido Mamertina tra i Ferraro-Raccosta e i Mazzagatti-Polimeni-Bonarrigo che provocherà 22 morti.
L'ultima strage avviene l'8 maggio 1998 con l'uccisione di 5 persone.
Nell'agosto 1997 Domenico Polimeni, affiliato di spicco dei Mazzagatti, uccide Antonio Gugliotta, Antonio Gangemi e Angela Bonarrigo e per questo viene condannato all'ergastolo.
Nel 1998 avviene la strage di Oppido in cui vengono uccisi Giovanni Polimeni, figlio del latitante arrestato Domenico, ed il nipote di questo, Vittorio Rustico. Nella circostanza vengono colpiti per errore la piccola Mariangela Ansalone e il nonno Giuseppe Maria Biccheri, vittime innocenti, uccise solo perché la loro auto (una Fiat Croma, simile a quella di un affiliato) passava in quel momento sul luogo dell'agguato, feriti gravemente il fratellino di 8 anni di Mariangela, Giuseppe, la mamma Francesca Biccheri e la nonna Maria Annunziata Pignataro. Da questo fatto e dopo ben 30 morti, scaturì una tregua che durerà fino al 2011.
Nel 2003, ormai in carcere, Saverio Mammoliti si dissocia dall'organizzazione e confessa che durante la faida i Mammoliti dettero l'appoggio ai Ferraro-Raccosta.
Nel 2013 con l'operazione Erinni vengono arrestati 20 persone per il coinvolgimento in nuovi episodi della faida tra i Ferraro-Raccosta e Mazzagatti-Polimeni-Bonarrigo e sequestrati beni del valore di 70 milioni di euro.
Francesco Raccosta il 3 marzo 2012 uccide il boss Domenico Bonarrigo e per vendetta il suo clan uccide Francesco Raccosta a sprangate e viene dato in pasto ai maiali moribondo, da come si evince dalle intercettazioni.
Inoltre il boss dei Ferraro Giuseppe per non essere ucciso anch'egli ha dovuto consegnare tutti coloro che avevano partecipato all'omicidio del boss. 
Vengono quindi ammazzati anche il cognato Francesco Raccosta Carmine Putrino e Vincenzo Ferraro e Vincenzo Raccosta uccisi a colpi di pistola. Per gli omicidi vengono anche chiamate componenti della famiglia residenti a Roma, in cui le 'ndrine hanno alcune attività ora sequestrati dalle forze dell'ordine, tra cui Simone Pepe.

### Arresto di Giuseppe Ferraro dopo 18 anni
Il 29 gennaio 2016 vengono arrestati in un bunker scovato in località Agro di Maropati Giuseppe Ferraro del locale di Oppido Mamertina, latitante dal 1998, e Giuseppe Crea, latitante dal 2006 e reggente attuale del clan.

## Esponenti di spicco
- Giuseppe Ferraro: latitante dal 1998 e arrestato nel 2016.